# Onthophagus foveicollis
Onthophagus foveicollis là một loài bọ cánh cứng trong họ Bọ hung (Scarabaeidae).